# Schloss Leopoldstein
Schloss Leopoldstein är ett slott i Österrike.   Det ligger i distriktet Leoben och förbundslandet Steiermark, i den östra delen av landet, 130 km sydväst om huvudstaden Wien. Schloss Leopoldstein ligger 1 466 meter över havet.
Terrängen runt Schloss Leopoldstein är bergig åt sydost, men åt nordväst är den kuperad. Schloss Leopoldstein ligger uppe på en höjd. Runt Schloss Leopoldstein är det ganska tätbefolkat, med 60 invånare per kvadratkilometer.. Närmaste större samhälle är Eisenerz, 6,1 km söder om Schloss Leopoldstein. 
I omgivningarna runt Schloss Leopoldstein växer i huvudsak blandskog.